# Tiktok
Tiktok (stiliserat "TikTok"), även känt som Douyin i Kina (kinesiska: 抖音; pinyin: Dǒuyīn; ordagrant: "vibrato"), är en social medie-applikation för skapande och delning av videor och livesändningar. Appen släpptes i september 2016 av det kinesiska företaget Byte Dance, och har i slutet av 2010-talet blivit en ledande plattform för korta videor. Den har även vuxit i resten av världen och var 2022 en av de snabbast växande apparna med stora användargrupper i flera länder.
Genom att låta användare skapa videor på upp till tre minuter, har appen nått ut till 500 miljoner användare i 150 länder. I Sverige laddades appen ner 1 399 132 gånger mellan oktober 2018 och oktober 2019. Inledningsvis innehöll appen främst musik-, dans-, komedi-, och läppsynkvideor men har med tiden breddats till att innehålla allt från men matlagningsklipp till memes och spratt. Appen uppmuntrar till kreativitet och att användarna ska skapa eget innehåll och därigenom bli aktiva producenter istället för passiva konsumenter.
Douyin lanserades av Byte Dance i Kina september 2016, och bytte namn till Tiktok för den internationella marknaden när det började expandera till Indonesien i september 2017. Den 23 januari 2018 placerades Tiktok som nummer ett bland gratisapparna i app-butikerna i Thailand. I februari 2018 lanserade Tiktok ett partnerskap med Modern Sky för att tjäna pengar på musik.
Efter att det uppdagats att Tiktok olovligt samlar in data om användaren, hotade USA:s president Donald Trump att förbjuda Tiktok i USA den 15 augusti 2020. Detta ledde till förhandlingar om att köpas upp av Microsoft eller ett annat "mycket amerikanskt" företag, varav båda misslyckades. Den 6 augusti 2020 undertecknade Trump en verkställande order som förbjuder amerikanska "transaktioner" med Tiktok och Wechat. Ett planerat förbud mot appen den 20 september 2020 sköts upp med en vecka och blockerades sedan av en federal domare. President Joe Biden drog tillbaka förbudet i en ny verkställande order i juni 2021.

## Sammanslagning med musical.ly
Den 9 november 2017 betalade Tiktoks moderbolag Byte Dance cirka en miljard dollar för att köpa musical.ly, en start-up baserad i Shanghai med ett kontor i Santa Monica i Kalifornien, som äger en populär social media-app för den amerikanska tonåringsmarknaden. Med siktet på att ta plats på den amerikanska marknaden så slog Tiktok ihop sig med musical.ly 2 augusti 2018. Existerande data och konton slogs ihop och namnet Tiktok behölls

## Rättegången mot Tencent
Tiktoks snabba tillväxt har setts som ett hot mot Tencents dominans i sociala medier och onlineunderhållning och Tencents Wechat-plattform har anklagats för att blockera Tiktok-videor. I april 2018 stämde Tiktok Tencent och anklagade företaget för att sprida falsk och skadlig information på sin Wechat-plattform, samt krävde 1 miljon RMB som kompensation och en ursäkt. I juni 2018 lämnade Tencent in en stämningsansökan mot Toutiao och Tiktok i Pekings domstol och hävdade att dessa upprepade gånger hade förtalat Tencent med negativa nyheter och skadat deras rykte och sökte nu ett nominellt belopp på 1 RMB i skadestånd och en offentlig ursäkt. Som svar lämnade Toutiao in ett klagomål följande dag mot Tencent för illojal konkurrens och bad om 90 miljoner RMB för ekonomiska förluster.

## Statistik
I juni 2018 nådde Tiktok 500 miljoner månatliga aktiva användare över hela världen och 150 miljoner dagliga aktiva användare i Kina. Det blev världens mest nedladdade app på Apples App Store under första halvåret 2018, beräknat till 104 miljoner nedladdningar, som då överträffar de nedladdningar som registrerats av PUBG, YouTube, WhatsApp och Instagram under samma period.
I USA installerades Tiktok oftare än Facebook, Instagram, Snapchat och YouTube räknat till dagliga nedladdningar 29 september 2018. Ungefär en månad senare fortsatte den att öka sin marknadsandel från ca 30 procent till runt 42 procent av de nedladdningar bland denna grupp av sociala medier-appar.
Den svenska undersökningen Svenskarna och internet visade 2022 att bland svenska internetanvändare hade 20 procent använt Tiktok under det senaste året, 12 procent använde det varje dag. Främst är appen populär bland ungdomar;  bland de födda på 00-talet använde 52 procent Tiktok varje dag. Som jämförelse använde 76 procent av ungdomarna födda på 00-talet Snapchat, en annan populär sociala medier-app, varje dag år 2022. Bland de födda på 1950-talet eller äldre var det 2021 bara någon enstaka procent som använde Tiktok och ingen använde det dagligen. De vanligaste aktiviteterna på Tiktok under 2022 var bland svenskarna att titta på videor från tiktokers man inte känner i verkliga livet (87 %) följt av titta på videor från kändisar (55 %), titta på familj och vänners videor (38 %) och titta på videor från företag och organisationer (25 %). 19 procent av de svenska Tiktokanvändarna brukade posta egna videor.

## Funktioner
Tiktok låter användare titta på musikaliska klipp, mima till låtar, filma korta filmer och redigera dem med inbyggda specialeffekter, filter och klistermärken. För att skapa en musikvideo med appen kan användarna välja bakgrundsmusik från en mängd olika genrer och spela in en 15-sekunders video innan den laddas upp för att delas med andra.
Appen låter användare skapa sina konton som privata, så att endast personer som de godkänt kan se deras innehåll. Användare kan också tillåta antingen alla eller bara sina vänner att skicka kommentarer eller meddelanden till dem, och "duett" med eller "reagera" till sina filmer. Duettfunktionen gör det möjligt för användare att skapa en ny video sida vid sida med en befintlig video, medan reaktionsfunktionen tillåter användaren att placera en ny video i en mindre ram som kan dras över en befintlig video.

## Mottagande
Appen har gett upphov till flera virala trender och internet-kändisar runt om i världen, som tar låtar till berömmelse, och är känd för att vara populär bland kändisar på grund av sin popularitet och sociala påverkan. En del av dess popularitet beror på dess marknadsföringskampanjer och lansering av flera aktiviteter med kinesiska kändisar som fått upp intresse och engagemang bland sina användare. Till exempel marknadsföringskampanjen 2018, Spring Festival Gala, ökade på egen hand antalet dagliga användare med 70 miljoner.

## Trender
Det finns ett antal olika trender inom Tiktok, inklusive memer, läpp-synkroniserade låtar, och komedier. Duetter är en funktion som tillåter användare att lägga till sin egen video till en befintlig video med den ursprungliga innehåll ljud och har lett till de flesta av dessa trender.
Trender visas på utforska-sidan på Tiktok, eller sidan med sökresultatets logotyp. Sidan visar trender, hashtags och utmaningar. Några exempel är: #posechallenge, #filterswitch, #makeeverysecondcount, #wannalisten, #pillowchallenge, #furrywar #DancebattleChallange.

### Mäktigaste svenskar på Tiktok
Denna lista innehåller de topp 30-konton som hade mest räckvidd och engagemang i Sverige 2023. Totalt antal visningar, gilla, kommentarer och delningar det senaste året, samt mått mätt i snitt per video. Mätningen, som är gjord av Medieakademin, tar inte hänsyn till antal följare.
| Rank | Användarnamn        | Användar-ID             | Land    |
| ---- | ------------------- | ----------------------- | ------- |
| 1    | Wonderboi           | @wonderboidead          | Sverige |
| 2    | Kevin Bang          | @kevinbang              | Sverige |
| 3    | Megic Mike          | @megicmike133           | Sverige |
| 4    | Emil Henrohn        | @Emilhenrohn            | Sverige |
| 5    | Expressen           | @expressen              | Sverige |
| 6    | Aftonbladet         | @Aftonbladet            | Sverige |
| 7    | Ruben               | @rubbealt               | Sverige |
| 8    | Vad är problemet?🤪 | @vadarproblemet         | Sverige |
| 9    | Bille               | @bille.135              | Sverige |
| 10   | Hermanos            | @hermanos1337           | Sverige |
| 11   | Emelie Nilsson      | @emelienilssonnn        | Sverige |
| 12   | Vanja Engström      | @vanjaengstrom          | Sverige |
| 13   | Joakim Lundell      | @javligtrik             | Sverige |
| 14   | Oliver Kastell      | @oliverkastell          | Sverige |
| 15   | Tilda Törnqvist     | @tildurs                | Sverige |
| 16   | Nikodemus Drömer    | @nikodemusdromer        | Sverige |
| 17   | Filip Dikmen        | @filipdikmen            | Sverige |
| 18   | Tiktokchrille       | @tiktokchrille          | Sverige |
| 19   | Hedvig Sjödin       | @user6294617390         | Sverige |
| 20   | Martin Skålander    | @martinskalander        | Sverige |
| 21   | Moe                 | @moehood                | Sverige |
| 22   | Winsent Wikman      | @winsentw               | Sverige |
| 23   | Hollywoodfruarna    | @hollywoodfruarnatiktok | Sverige |
| 24   | Rasmus Kamerer      | @rasmus.kamererr        | Sverige |
| 25   | Antonija Mandir     | @therealantonijamandir  | Sverige |
| 26   | TV4 nyheterna       | @tv4_nyheterna          | Sverige |
| 27   | Perla Malmberg      | @thequeenpearl123       | Sverige |
| 28   | Isa Östling         | @isaostling             | Sverige |
| 29   | Min fakking bror    | @minfakkingbror         | Sverige |
| 30   | Adam Larsson        | @adamlrsn               | Sverige |

### De mest följda kontona på Tiktok
Denna lista innehåller de topp 10-konton som hade flest följare på Tiktok, som tidigare ihop med musical.ly.
| Rank | Användarnamn    | Användar-ID      | Följare (miljoner) | Land              |
| ---- | --------------- | ---------------- | ------------------ | ----------------- |
| 1    | Khabane Lame    | @khaby.lame      | 151                | Italien/ Senegal  |
| 2    | Charli D'Amelio | @charlidamelio   | 148                | USA               |
| 3    | Bella Poarch    | @bellapoarch     | 92,0               | USA/ Filippinerna |
| 4    | Addison Rae     | @addisonre       | 88,8               | USA               |
| 5    | Will Smith      | @willsmith       | 72,1               | USA               |
| 6    | Zach King       | @zachking        | 70,1               | USA               |
| 7    | Kimberly Loaiza | @kimberly.loaiza | 68,5               | Mexiko            |
| 8    | Tiktok          | @tiktok          | 65,6               | Kina              |
| 9    | Burak Özdemir   | @cznburak        | 64,3               | Turkiet           |
| 10   | The Rock        | @therock         | 60,8               | USA               |

### De mest följda kontona på Douyin
Denna lista innehåller de topp 10-konton som hade flest följare på Douyin, som är den kinesiska versionen av Tiktok och används mest i Kina.
| Placering | Användarnamn               | Användar-ID   | Följare (miljoner) | Land     |
| --------- | -------------------------- | ------------- | ------------------ | -------- |
| 1         | Chen He (陈赫)             | @191433445    | 50,7               | Kina     |
| 2         | Dilireba (迪丽热巴)        | @274110380    | 46,7               | Kina     |
| 3         | Liu Erdou (会说话的刘二豆) | @erdou        | 43,9               | Kina     |
| 4         | Yi Chan (一禅小和尚)       | @yichan6666   | 42,1               | Kina     |
| 5         | Angelababy (杨颖)          | @228.228      | 37,8               | Hongkong |
| 6         | He Jiong (何炅)            | @he.jiong     | 31,8               | Kina     |
| 7         | Feng Timo (冯提莫)         | @Fengtimo1219 | 28,7               | Kina     |
| 8         | Hei Lian V (黑脸V)         | @145651081    | 26,0               | Kina     |
| 9         | Guan Xiaotong (关晓彤)     | @guanxiaotong | 25,6               | Kina     |
| 10        | Yang Yang (杨洋)           | @YANGYANG.99  | 20,4               | Kina     |

## Användaregenskaper och beteende

### Användare
Under de tre första åren efter lanseringen i september 2016 erhöll Tiktok 800 miljoner aktiva användare. Dess användare inkluderar Loren Gray, Baby Ariel, Will Smith, Dwayne Johnson, Addison Rae, Jason Derulo, Jennifer Lopez, Camila Cabello, Selena Gomez, Millie Bobby Brown, Noah Schnapp och Charli D'Amelio, den mest följda personen på plattformen.[när?]

### Demografi
Globalt är 44 procent av Tiktok-användare kvinnor medan 56 procent är män.[när?] Tiktoks geografiska användning har visat att 43 procent av de nya användarna kommer från Indien.[när?] 41 procent av Tiktoks användare är mellan 16 och 24 år. Bland dessa Tiktok-användare säger 90 procent att de använder appen dagligen.[när?]

## Kontroverser

### Beroende
Vissa användare kan ha svårt att sluta använda Tiktok. I april 2018 tillkom en funktion för att minska beroende till Douyin. Detta uppmuntrade användare att ta en paus var 90:e minut. Under 2018 infördes funktionen till Tiktok-appen.
Många var också bekymrade med användarnas koncentrationsförmåga med dessa videor. Användare tittar på korta 15-sekunders klipp upprepade gånger och studier säger att detta kan rapportera till en minskning av koncentrationsförmåga. Detta är ett problem eftersom mycket av Tiktoks publik är yngre barn vars hjärnor fortfarande utvecklas.

### Innehåll
Många länder visade oro över innehållet i Tiktok som tros vara obscena, omoraliska, vulgära och uppmuntrande av pornografi. Det har utfärdats tillfälliga block och varningar av länderna Indonesien, Bangladesh, Indien och Pakistan angående innehållet.
Den 27 juli 2020 dömde Egypten fem kvinnor till två års fängelse över Tiktok-videor på anklagelser om brott mot samhällets moral. Domstolen införde också böter på ungefär 105 000 kronor för varje svarande.

### Nätmobbning
Liksom med andra plattformar har journalister i flera länder väckt oro för sekretess kring appen, eftersom den är populär bland barn och har potential att användas av sexuella förövare.
Flera användare har rapporterat endemisk nätmobbning på Tiktok, inklusive rasism.

## Förbud

### Indien
Den indiska regeringen förbjöd Tiktok tillsammans med 58 andra mobilappar med kinesiska utvecklare eller investerare, inklusive WeChat, UC Browser och PUBG den 29 juni 2020. Ministeriet för elektronik och informationsteknologi släppte ett uttalande där det sades att apparna var "skadliga för Indiens suveränitet och integritet, försvaret av Indien, statens säkerhet och allmän ordning." Den utökades till 47 andra appar som ministeriet hävdade var kloner eller varianter av de förbjudna apparna. Förbudet mot Tiktok och de 58 andra apparna gjordes permanent i januari 2021. I februari 2021 meddelade Tiktok att man på grund av förbudet kommer att tvingas säga upp över 2 000 anställda i Indien.

### Bangladesh
I juni 2021 utfärdade Law and Life Foundation, en människorättsorganisation, ett juridiskt meddelande till den bangladeshiska regeringen som sökte förbudet mot "farliga och skadliga" applikationer som Tiktok, PUBG och Free Fire, men misslyckades med att få svar. Strax därefter lämnade Law and Life Foundations advokater in en begäran till High Court och delade organisationens oro. I augusti 2020 uppmuntrade High Court Bangladeshs regering att förbjuda "farliga och skadliga" applikationer som Tiktok, PUBG och Free Fire för att "rädda barn och ungdomar från moralisk och social förnedring."
Nyligen togs mer än 2,6 miljoner videor bort från Bangladesh, enligt dess nyligen släppta Community Guidelines Report för Q4 2021 (oktober-december 2021).

### Indonesien
Tiktok har tidvis blockerats i Indonesien på olika grunder.

### Afghanistan
I april 2022 uppgav en talesman för Afghanistans talibanregim att appen kommer att förbjudas eftersom den kan "vilseleda den yngre generationen" och att Tiktoks innehåll "inte överensstämde med islamiska lagar".

### Australien
2024 införde Australien förbud för användande av TikTok bland parlamentariker.

### USA
I januari 2025 förbjöds TikTok i USA. Anledningen var datainsamlingen till kinesiska regeringen.  12 timmar senare blev TikTok tillåten igen.